# Transeufratene
La Transeufratene fu una satrapia achemenide.
Una prima menzione di questa provincia si ha nel quarto anno di Ciro il Grande come re di Babilonia. Era indicata come pihat Babili u eber nari ('provincia di Babilonia e Oltre-il-Fiume'), dove l'espressione 'Oltre-il-Fiume' indica i territori siro-palestinesi ad ovest dell'Eufrate.
Sono noti i nomi di due governatori della pihat Babili u eber nari: Gubaru (Gobryas), che probabilmente si insediò per decisione di Ciro quando il figlio di questi, Cambise II, rinunciò alla co-reggenza, e Ushtanu, di cui rimane traccia in documenti in cuneiforme dei tempi di Dario I.
Capitale della Transeufratene era probabilmente Damasco.